# Edward Hutton
Edward Hutton (Hampstead, 12 aprile 1875 – 20 agosto 1969) è stato uno scrittore britannico che si è dedicato alla letteratura di viaggio e alla cultura italiana.
Durante la seconda guerra mondiale ha contribuito alla protezione dei siti storici italiani e per questo motivo è stato insignito di prestigiosi riconoscimenti da parte del governo italiano e di quello britannico.

## Biografia
Edward Hutton è nato a Hampstead, nei pressi di Londra. Suo padre era un uomo d'affari. Frequentò nella sua città natale l'Highgate School, ma alla morte di suo padre, nel 1890, sua madre si trasferì con i suoi sei figli nel Somerset ed Edward si trasferì alla Blundell's School, a Tiverton.
Fin da giovanissimo si dedicò allo studio dei classici greci e romani. Avendo deciso che sarebbe diventato uno scrittore, non si iscrisse all'università, ma scelse di lavorare nell'editoria a Londra. Dopo un periodo di gavetta, iniziò a collaborare con John Lane, fondatore dei Bodley Head ed editore delle maggiori opere degli anni '90, che hanno influenzato significativamente il suo stile.
Al raggiungimento della maggiore età, ereditò 5000 sterline, che gli permisero nel 1896 di fare il suo primo viaggio in Italia; da allora trascorse gran parte della sua vita a conoscere gli italiani e la loro civiltà.
Nel 1898 sposò Charlotte Miles, figlia di George Miles, un commerciante di tè nella City di Londra. Dal 1901 circa prese in affitto la Villa di Boccaccio a Ponte a Mensola (Settignano), nei pressi di Firenze, città che divenne la sua patria spirituale. A Settignano all'epoca risiedevano molti residenti inglesi, che divennero suoi amici; tra essi si ricordano Bernard Berenson e Norman Douglas. Nel 1917 fu tra gli autori della fondazione del British Institute of Florence. All'età di 27 anni pubblicò i suoi primi libri su temi italiani: Italy and the Italians (L'Italia e gli italiani), e Studies in the Lives of the Saints (Studi sulle vite dei santi). Il suo amore per l'Italia e lo stile di vita italiano lo portarono alla sua conversione al cattolicesimo romano nel 1928.
Nel 1905 iniziò la pubblicazione di una serie di nove libri illustrati su diverse regioni d'Italia:
- The Cities of Umbria ("Città dell'Umbria") - Londra, 1905;
- Florence and Northern Tuscany with Genoa ("Firenze, Toscana settentrionale e Genova");
- Rome ("Roma");
- Siena and Southern Tuscany ("Siena e la Toscana meridionale");
- Venice and Venetia ("Venezia e il Veneto");
- The Cities of Lombardy ("Città della Lombardia");
- The Cities of Romagna and the Marches ("Città della Romagna e delle Marche");
- Naples and Southern Italy ("Napoli e l'Italia meridionale");
- Cities of Sicily ("Città della Sicilia").

Non scrisse, tuttavia, solo libri sull'Italia, ma anche sulla Grecia e sulla Spagna e anche tre della serie Highways and Byways, su Somerset, Wiltshire e Gloucestershire. In compagnia di Norman Douglas compì almeno uno dei suoi viaggi di ricerca in Grecia. Fu anche appassionato collezionista di opere d'arte: nel corso della sua vita, acquistò non meno di undici opere di Simone Martini.
Durante la prima guerra mondiale Hutton fu inviato in Italia per quasi due anni in missione speciale dall’allora Sottosegretario Permanente per gli Affari Esteri, Sir Eyre Crowe (1864-1925). Al termine della guerra, fondò la Anglo-Italian Review ("Rivista anglo-inglese"). Due suoi articoli ivi pubblicati ispirarono Arthur Serena a chiedergli consigli sulla promozione degli studi di Italianistica nell’area anglosassone. Hutton suggerì a Serena di promuovere presso le autorità competenti la fondazione di due cattedre d’Italiano nelle Università di Oxford e Cambridge. Serena coprì la metà dei costi per le nuove cattedre e l'Università contribuì per il resto.
La Seconda guerra mondiale, con la sua minaccia al patrimonio culturale italiano, gli causò grande angoscia, e si impegnò nel tentativo di salvare più opere d'arte possibili, stilando per gli Alleati elenchi completi di ciò che era essenziale proteggere, lista ufficialmente riconosciuta dal presidente Eisenhower. Per questo motivo Hutton è stato molto onorato dall'Italia: nel 1917 fu nominato Cavaliere dell'Ordine della Corona d'Italia, all'età di 83 anni il governo italiano gli ha conferito il Commendatore dell'Ordine al Merito della Repubblica Italiana e a 90 è stato insignito della Medaglia culturale d'oro. Anche nel suo paese d'origine la sua attività ebbe un prestigioso riconoscimento: nel 1924 la British Academy gli conferì la medaglia d'oro per il suo impegno nel campo dell'italianistica.
Hutton fu anche progettista di opere artistiche: nonostante l'imperversare della guerra, nel Hutton fu progettista di due pavimento cosmateschi, uno per la Cattedrale di Westminster e un altro per l'Abbazia di Buckfast. Nel dopoguerra pubblicò il prezioso libro The Cosmati ("I Cosmati"), che cataloga i pavimenti cosmateschi superstiti in Italia.
Negli anni Cinquanta ha rivisitato i temi di sei dei suoi primi lavori. Completamente rivisti e riscritti, ora con fotografie in bianco e nero e pubblicati da Hollis e Carter, sono essenzialmente libri nuovi.
Per cinquant'anni Hutton ha vissuto a Clifton Hill, St John's Wood, Londra, in una casa un tempo occupata dal pittore vittoriano William Powell Frith, che è ricordato da una targa blu sulla facciata. Morì il 20 agosto 1969; sua moglie era morta nel 1960.

## Opere
- My Lady's Sonnets, 1896
- Dalliance (saggio), 1897
- Frederic Uvedale: a Romance, 1901
- Studies in the Lives of the Saints, 1902
- Italy and the Italians, 1903
- Perugino (della serie The Popular Library of Art), s.d.
- The Cities of Spain, 1906
- Sigismondo Pandolfo Malatesta, Lord of Rimini: A Study of a XV century Italian Despot, 1906 (seconda edizione - rivisitata), 1926
- Country Walks about Florence, 1908
- In Unknown Tuscany, 1909
- Memoirs of the Dukes of Urbino, 1909
- Giovanni Boccaccio: a biographical study, 1910
- England of My Heart, 1911
- A Book of the Wye, 1911
- Ravenna, a Study (illustrato da Harald Sund), 1913[5]
- Attila and the Huns, 1915
- serie sulle città italiane:
  - The Cities of Umbria (con venti illustrazioni a colori di A. Pisa), 1905
  - Florence and Northern Tuscany with Genoa (con sedici illustrazioni a colori di William Parkinson), 1907
  - Rome (con sedici illustrazioni a colori di Maxwell Armfield), 1909
  - Siena and Southern Tuscany (con sedici illustrazioni a colori di O.F.M. Ward), 1910
  - Venice and Venetia (con quattordici illustrazioni a colori di Maxwell Armfield), 1911
  - The Cities of Lombardy (con dodici illustrazioni a colori di Maxwell Armfield), 1912. 2nd edition revised, as Milan and Lombardy, 1925
  - The Cities of Romagna and the Marches (con dodici illustrazioni a colori di Frank Crisp), 1913
  - Naples and Southern Italy (con dodici illustrazioni a colori di Frank Crisp), 1915
  - Cities of Sicily (con dodici illustrazioni a colori di Harry Morley), 1926
- Some Aspects of the Genius of Boccaccio, 1922; British Academy's Annual Italian Lecture
- The Pageant of Venice (con venti illustrazioni a colori di by Frank Brangwyn), 1922
- Pietro Aretino: the Scourge of Princes, 1922
- The Sienese School in the National Gallery, 1925
- The Story of Ravenna, 1926
- The Franciscans in England 1224–1538, 1926
- The Valley of Arno: a study of its history, geography and works of art, 1927
- A Glimpse of Greece, 1928
- serie The Highways and Byways:
  - Somerset, 1912
  - Wiltshire, 1917
  - Gloucestershire, 1932
- Catholicism and English Literature, 1942
- The Cosmati: The Roman Marble Workers of the XIIth and XIIIth Centuries, 1950
- Rome, 7th edition revised and enlarged (con 37 illustrazioni in bianco e nero), 1950
- Florence (con 32 illustrazioni in bianco e nero), 1952. Re-issued in 1966
- Assisi and Umbria Revisited (con 25 illustrazioni in bianco e nero), 1953
- Venice and Venetia (con 33 illustrazioni in bianco e nero), 1954
- Siena and Southern Tuscany, 1955
- Naples and Campania Revisited (con 38 illustrazioni in bianco e nero), 1958